# Mixosaurinae
Sous-famille
La sous-famille des Mixosaurinae regroupe des ichtyosaures de la famille des Mixosauridae. 

## Répartition
Les fossiles de Mixosaurinae ont été trouvés dans de nombreux sites dans le monde : la Chine, Timor, Indonésie, Italie, Spitzberg, le Svalbard, au Canada, en Alaska, et le Nevada.

## Systématique
La sous-famille a été décrite par le naturaliste américain Georg Baur en 1887. Le nom signifie "lézard mixte", et a été choisi parce qu'il semble avoir été une forme de transition entre les ichthyosaures en forme d'anguille tel que Cymbospondylus et les ichtyosaures en forme de dauphin. 

### Taxinomie
Liste des genres
- Mixosaurus
- Barracudasauroides